# Vivy
Vivy ist eine französische Gemeinde mit 2.599 Einwohnern (Stand: 1. Januar 2022) im Département Maine-et-Loire in der Region Pays de la Loire. Vivy gehört zum Arrondissement Saumur und ist Teil des Kantons Longué-Jumelles. Die Einwohner werden Vétusiens genannt.

## Geographie
Vivy liegt im Weinbaugebiet Anjou am Authion und seinem Zufluss Automne. Umgeben wird Vivy von den Nachbargemeinden Blou im Norden, Neuillé im Norden und Nordosten, Allonnes im Osten und Südosten, Saumur im Süden, Gennes-Val-de-Loire im Westen sowie Longué-Jumelles im Nordwesten.
Durch die Gemeinde führt die Autoroute A85 und die frühere Route nationale 147 (heutige D347). Der Bahnhof der Gemeinde liegt an der Bahnstrecke Chartres–Bordeaux.

## Bevölkerungsentwicklung
| 1962 | 1968 | 1975 | 1982 | 1990 | 1999 | 2006 | 2012 | 2018 |
| ---- | ---- | ---- | ---- | ---- | ---- | ---- | ---- | ---- |
| 1375 | 1434 | 1672 | 1806 | 1885 | 1873 | 2050 | 2457 | 2559 |

## Sehenswürdigkeiten
- Schloss La Ronde mit Windrad (sog. Éolienne Bollée)
- Schloss Les Coutures aus dem 19. Jahrhundert, Monument historique

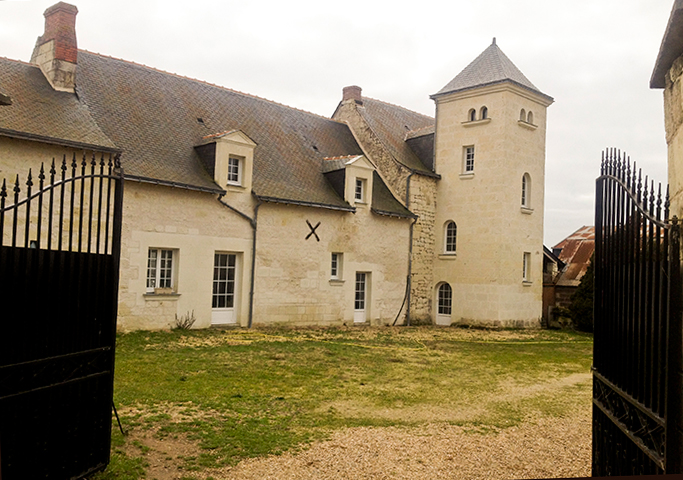
Herrenhaus La Forgetterie

- Schloss Nazé
- Herrenhaus La Forgetterie